# Juegos Parapanamericanos de 2019
Los Juegos Parapanamericanos de Lima 2019, oficialmente los VI Juegos Parapanamericanos, se llevaron a cabo entre el 23 de agosto y el 1 de septiembre de 2019 en Lima (Perú). Participaron deportistas de 30 países de América en 17 deportes. Los juegos sirvieron de clasificación para los Juegos Paralímpicos de 2020.

## Elección de la sede
Inicialmente nueve ciudades mostraron el interés para organizar los Panamericanos de 2019, pero el plazo para la presentación de las candidaturas para la organización de los Juegos, venció el día 31 de enero de 2013 y hasta esa fecha, cuatro ciudades del continente mostraron su candidatura: Ciudad Bolívar, La Punta, Lima y Santiago de Chile, de las cuales Lima fue escogida el 11 de octubre del mismo año en un proceso que se llevó a cabo durante la 51° Asamblea General de la ODEPA en el Hotel Westin Harbour Castle de Toronto, Canadá.

### Candidatura de Lima
Lima buscó la sede de los Juegos Panamericanos de 2015, pero perdió ante Toronto con 11 votos, quedando así en segundo lugar. Poco tiempo después el 31 de enero de 2013, con el lema «Lima, la sede de todos», autoridades gubernamentales y deportivas lanzaron la candidatura de la capital del Perú como sede. El Comité Olímpico Peruano se fundamentó en el cumplimiento de los ofrecimientos que se hicieron al postular para los Panamericanos de 2015, que incluye la creación de nueva infraestructura.
En el mes de mayo, una comisión de la Organización Deportiva Panamericana liderada por el presidente del organismo Mario Vázquez Raña, programó visitas a las ciudades que se postularon para ser sede de los juegos, de las cuales a Lima le tocó los días 6 y 7 de dicho mes. El presidente de la ODEPA, manifestó su felicidad diciendo que Lima tiene lo necesario para ser la sede. Luego el Presidente del Perú Ollanta Humala anunció que organizar los panamericanos será el evento que el Perú necesita para la búsqueda de nuevas promesas deportivas.

### Votación
La candidatura de la ciudad de Lima, Perú, fue la ganadora de la votación en primera ronda, al lograr más del 50 % más uno de los votos requeridos para la elección.
| 51.ª Asamblea General de la ODEPA 9-11 de octubre de 2013, Toronto, Canadá |          |
| Ciudad                                                                     | Votación |
| Lima (PER)                                                                 | 31       |
| La Punta (ARG)                                                             | 9        |
| Santiago (CHI)                                                             | 9        |
| Ciudad Bolívar (VEN)                                                       | 8        |

## Símbolos

### Logotipo
El 25 de octubre de 2016 Luisa Villar, presidenta de la Asociación Nacional Paralímpica del Perú (ANPP), se encargó de presentar el emblema de los Juegos Parapanamericanos. La Flor de Amancaes, al igual que los Panamericanos, será el rostro principal del certamen multidisciplinario, al ser presentada como emblema oficial de los Juegos Parapanamericanos de Lima 2019. Siguiendo la línea del logo de los Panamericanos, también se alzan tres pistilos de colores verde, rojo y azul en directa alusión a los deportistas celebrando sobre un podio y a los agitos, representación del movimiento paralímpico internacional.
El diseño fue elaborado por los mismos artistas que ganaron en el concurso público para el logo de los Juegos Panamericanos, los artistas arequipeños Diego Sanz y Jorge Luis Zárate. Con esto, se buscan unificar los esfuerzos en una imagen que simboliza a Lima y el deporte paralímpico en el país.

### Mascota
En junio de 2017, después de más de mil presentaciones, el comité organizador reveló las tres últimas en la competencia por ser la mascota de los juegos. Los tres diseños finales fueron: Milco, que estaba influenciado por las esculturas cuchimilco, una flor llamada Amantis y Wayqi, un gecko En julio de 2017, se anunció que Milco fue el ganador del concurso, recibiendo el 45 % de los votos. Hubo aproximadamente 44.154 votos emitidos en el concurso, la mayor cantidad jamás realizada para una competencia de mascotas para los Juegos Panamericanos. 
El diseñador ganador de la competencia recibió S/.15,000 Soles (o aproximadamente $ 4,600 USD). El cuerpo de Milco es anaranjado y el color de su corto es rojo, representando la bandera peruana.

### Antorcha Parapanamericana
La llama de la antorcha fue encendida el 20 de agosto de 2019 en un ritual celebrado frente al mar en el centro arqueológico de Pachacámac, al sur de Lima, para iniciar su recorrido por las principales avenidas y calles de la ciudad rumbo al Estadio Nacional, donde se inauguró el evento deportivo el viernes 23 de agosto. El lema del relevo es "La antorcha de los juegos nos iluminará."

### Programa cultural
Culturaymi fue el programa cultural de Lima 2019. El 26 de abril de 2019, la ministra de Cultura, Ulla Holmquist Pachas, participó en la presentación del mismo junto a Carlos Neuhaus, presidente de la Comisión Organizadora de los Juegos Panamericanos de Lima 2019 (Copal). Las actividades de Culturaymi se desarrollaron en la sede cultural ubicada en el Parque de la Exposición y que abrió sus puertas desde el 27 de julio, al día siguiente de la ceremonia de apertura de los Juegos Panamericanos, hasta el 1 de septiembre, el día de la clausura de los Juegos Parapanamericanos. Se puso en marcha también un circuito cultural que incluyó más de 10 distritos de Lima que concentran la mayor oferta cultural de exposiciones y espectáculos de la capital. Además en este espacio las personas pudieron informarse sobre los Juegos, comprar tickets para las competencias deportivas, adquirir merchandising oficial y conocer las antorchas de Lima 2019.

## Sedes e instalaciones deportivas

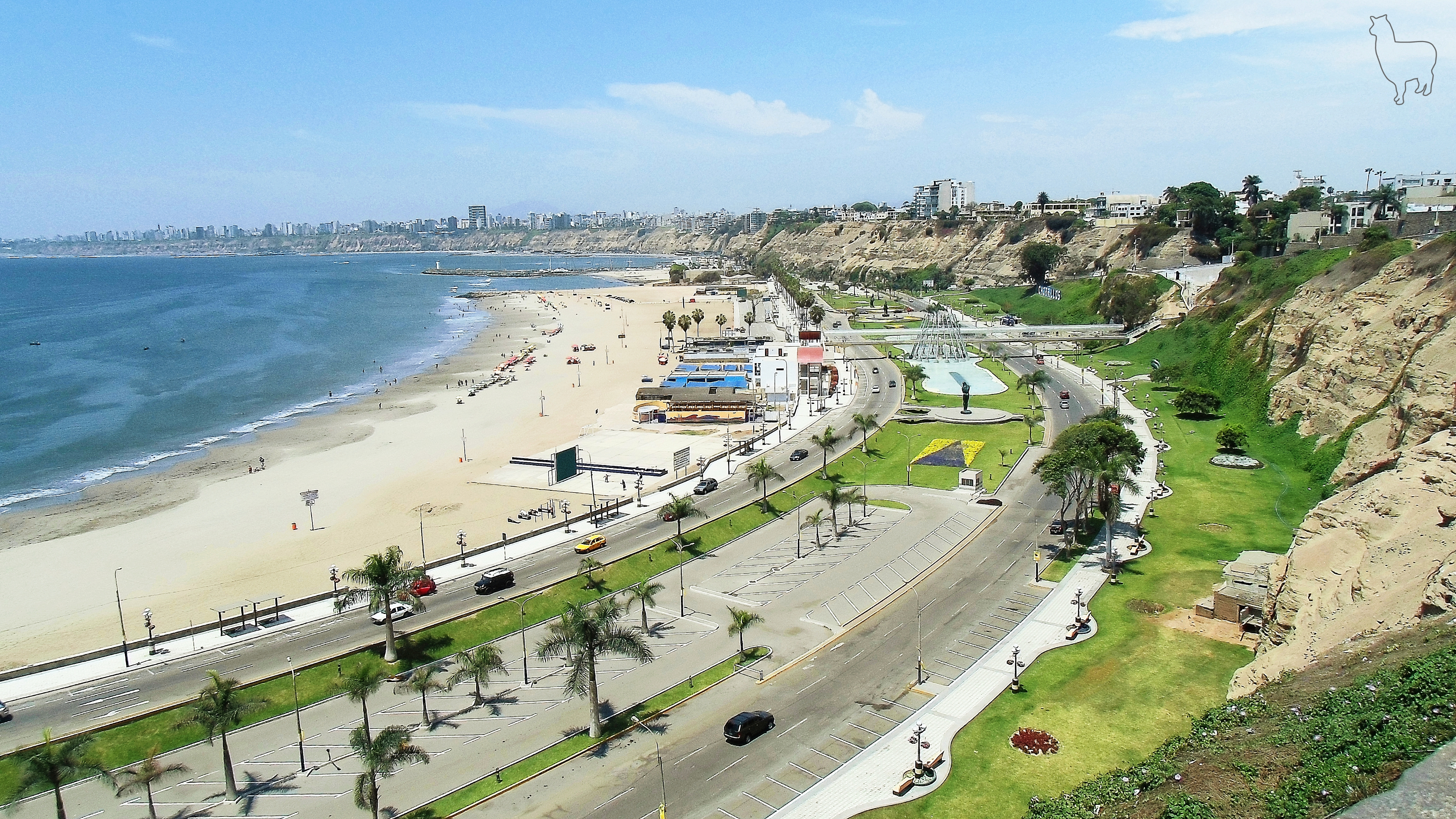
La Costa Verde fue uno de los principales atractivos de los juegos.

Coliseo Miguel Grau

### Clúster A
Esta zona, ubicada en el oeste de la ciudad junto a la provincia constitucional del Callao, tuvo dos grandes recintos deportivos, localizados en la Villa Deportiva del Callao, y una sección de la Costa Verde dentro del distrito de San Miguel.

#### Villa Deportiva Regional del Callao
| Sede                 | Ciudad | Deporte                           | Capacidad |
| -------------------- | ------ | --------------------------------- | --------- |
| Coliseo Miguel Grau  | Callao | Golbol                            | 2 400     |
| Polideportivo Callao | Callao | Para taekwondo y Voleibol sentado | 6 100     |

#### Costa Verde San Miguel
| Sede                | Distrito   | Deporte               | Capacidad     |
| ------------------- | ---------- | --------------------- | ------------- |
| Circuito San Miguel | San Miguel | Para ciclismo de ruta | Espacio libre |

### Clúster B
Para los Juegos Parapanamericanos, la sede principal en este anillo fue la Villa Deportiva Nacional, ubicada en el distrito de San Luis. Asimismo, este recinto albergó la ceremonia de clausura de los juegos y el apagado del pebetero.

#### Villa Deportiva Nacional (VIDENA)

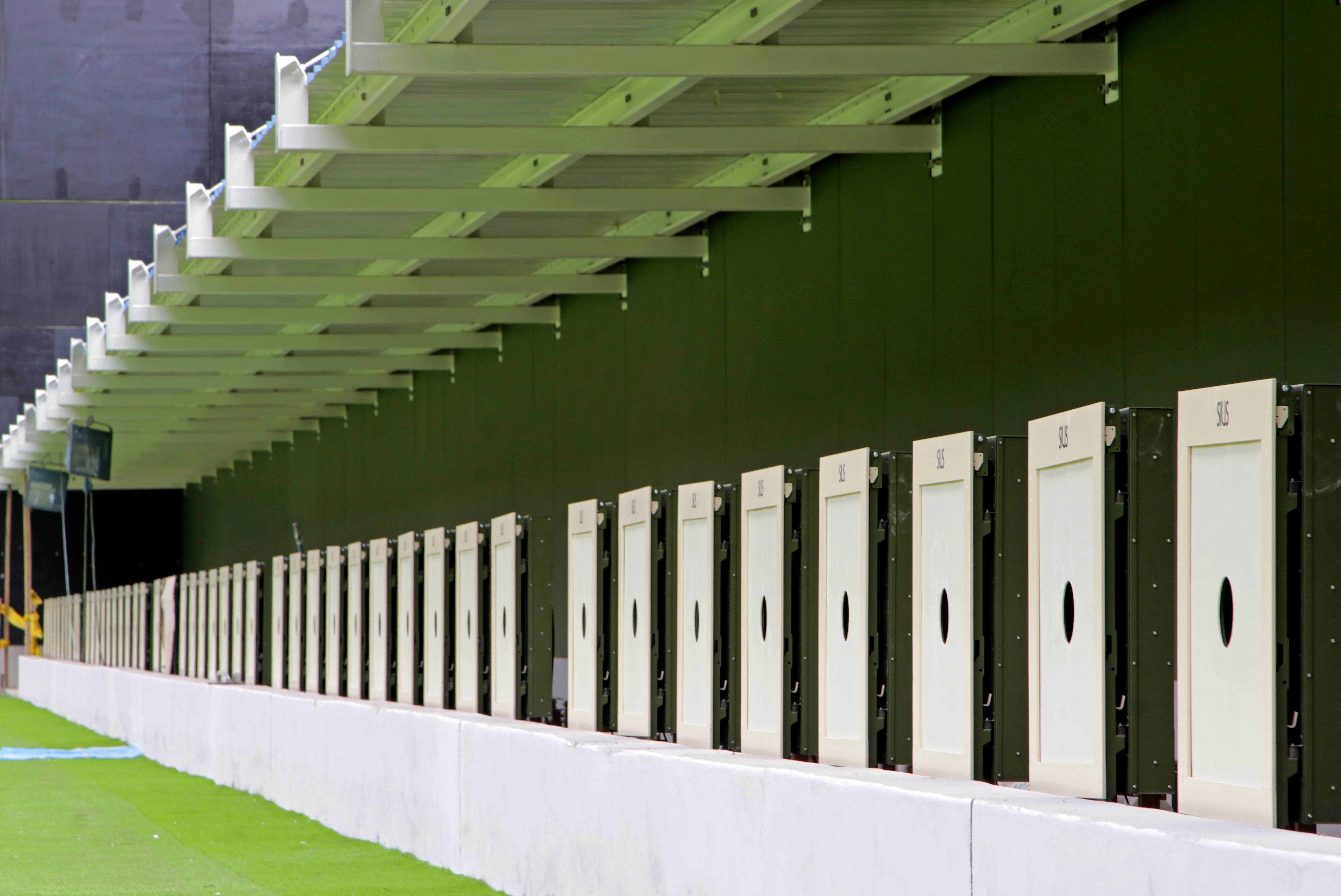
Base Aérea Las Palmas

| Sede                          | Distrito | Deporte                             | Capacidad |
| ----------------------------- | -------- | ----------------------------------- | --------- |
| Estadio Atlético Panamericano | San Luis | Para atletismo y clausura           | 12 000    |
| Centro Acuático Panamericano  | San Luis | Para natación                       | 4000      |
| Polideportivo 1               | San Luis | Baloncesto en silla de ruedas       | 2300      |
| Polideportivo 2               | San Luis | Judo y Para powerlifting            | 1 100     |
| Polideportivo 3               | San Luis | Para bádminton y Para tenis de mesa | 860       |
| Velódromo Nacional            | San Luis | Para ciclismo de pista              | 2 300     |

### Clúster C
Comprendió un nuevo complejo deportivo ubicado en el distrito de Villa María del Triunfo, ubicado al sur de la ciudad, así como diferentes eventos en el distrito de Santiago de Surco.

#### Complejo Deportivo Villa María del Triunfo
| Sede                | Distrito                | Deporte  | Capacidad  |
| ------------------- | ----------------------- | -------- | ---------- |
| Estadios de Hockey  | Villa María del Triunfo | Fútbol 5 | 3500 (c/u) |
| Estadios de Rugby 7 | Villa María del Triunfo | Fútbol 7 | 3400 (c/u) |

#### Otras sedes de competición

Polideportivo de Villa El Salvador

| Sede                  | Distrito          | Deporte   | Capacidad        |
| --------------------- | ----------------- | --------- | ---------------- |
| Base aérea Las Palmas | Santiago de Surco | Para tiro | 200 espectadores |

### Clúster D
Esta zona tuvo como sede principal al Polideportivo de Villa El Salvador, ubicado en el distrito homónimo, en el cono sur.

#### Polideportivo Villa el Salvador
| Sede                               | Distrito          | Deporte                  | Capacidad |
| ---------------------------------- | ----------------- | ------------------------ | --------- |
| Polideportivo de Villa El Salvador | Villa El Salvador | Boccia                   | 6100      |
| Polideportivo de Villa El Salvador | Villa El Salvador | Rugby en silla de ruedas | 6100      |

#### Otras sedes de competición
| Sede                         | Distrito    | Deporte                  | Capacidad          |
| ---------------------------- | ----------- | ------------------------ | ------------------ |
| Lawn Tennis de la Exposición | Jesús María | Tenis en silla de ruedas | 1 800 espectadores |

### Estadio Nacional del Perú
El Estadio Nacional del Perú fue el principal recinto de Lima 2019; puesto que, recibió la ceremonia de inauguración de los juegos así como el encendido del pebetero panamericano. Luego de su remodelación y reinaugurado en 2011 (como parte de la candidatura de Lima a los Juegos Panamericanos de 2015) contó con una mayor capacidad y cercanía a los principales lugares de la zona. Existen diversos métodos para llegar al recinto como el transporte público, por medio de servicio de taxis y con el servicio del Metropolitano. 
| Sede                      | Deporte               | Capacidad |
| ------------------------- | --------------------- | --------- |
| Estadio Nacional del Perú | Ceremonia de apertura | 50 000    |

### Sedes de no competición

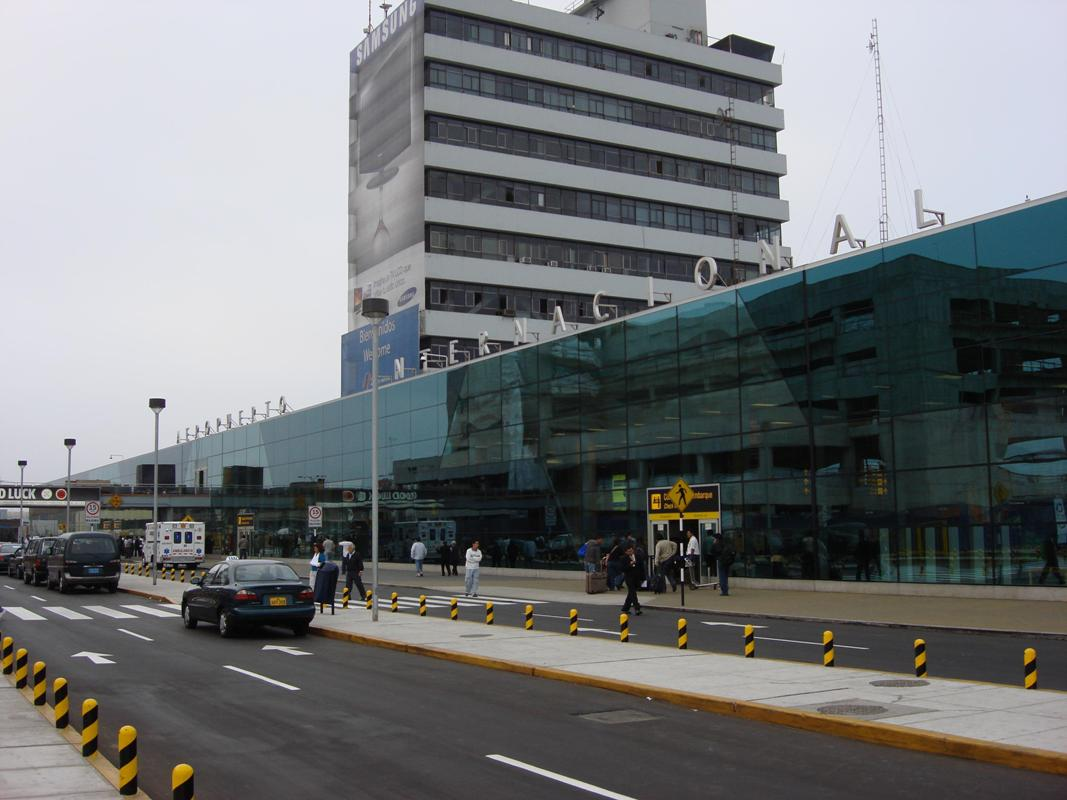
Aeropuerto Internacional Jorge Chávez, punto principal de conexión entre Lima y el mundo.

| Sede                                  | Lugar             | Uso                            | Capacidad     |
| ------------------------------------- | ----------------- | ------------------------------ | ------------- |
| Aeropuerto Internacional Jorge Chávez | Callao            | Llegadas y salidas             | Espacio libre |
| Centro de Convenciones de Lima        | San Borja         | Centro Internacional de Prensa | 10 000        |
| Centro de Convenciones de Lima        | San Borja         | Centro de Radio y Televisión   | 10 000        |
| Villa Parapanamericana                | Villa El Salvador | Alojamiento de atletas         | 9 000         |

## Naciones participantes
30 naciones participaron en el evento.
- Argentina  (ARG) (212)
- Aruba  (ARU) (1)
- Barbados  (BAR) (1)
- Bermudas  (BER) (4)
- Brasil  (BRA) (325)
- Canadá  (CAN) (145)
- Chile  (CHI) (87)
- Colombia  (COL) (183)
- Costa Rica  (CRC) (39)
- Cuba  (CUB) (48)
- Ecuador  (ECU) (28)
- El Salvador  (ESA) (16)
- Estados Unidos  (USA) (259)
- Guatemala  (GUA) (19)
- Guyana  (GUY) (2)
- Haití  (HAI) (2)
- Honduras  (HON) (5)
- Jamaica  (JAM) (9)
- México  (MEX) (186)
- Nicaragua  (NCA) (5)
- Panamá  (PAN) (14)
- Paraguay  (PAR) (3)
- Perú  (PER) (139)
- Puerto Rico  (PUR)(22)
- República Dominicana  (DOM) (18)
- San Vicente y las Granadinas  (VIN) (1)
- Surinam  (SUR) (1)
- Trinidad y Tobago  (TRI) (5)
- Uruguay  (URU) (5)
- Venezuela  (VEN) (93)

## Deportes
En los Juegos Parapanamericanos de 2019 se disputaron 17 deportes paralímpicos. Participaron 1890 paradeportistas de los 33 países en las diferentes disciplinas que albergaron los Juegos Parapanamericanos Lima 2019, 15 deportes fueron clasificatorios para los Juegos Paralímpicos Tokio 2020.
- Baloncesto en silla de ruedas
- Boccia (Detalles)
- Futbol para ciegos (Detalles)
- Fútbol PC (Detalles)
- Golbol (Detalles)
- Judo (Detalles)
- Para Atletismo (Detalles)
- Para Bádminton
- Para Ciclismo
  -  Pista
  -  Ruta
- Para Natación
- Para Powerlifting
- Para Taekwondo (Detalles)
- Para Tenis de mesa (Detalle)
- Rugby en silla de ruedas
- Tenis en silla de ruedas (Detalle)
- Tiro deportivo adaptado (Detalles)
- Voleibol sentado

## Medallero
País organizador
| Núm.           | País                       | Oro | Plata | Bronce | Total |
| -------------- | -------------------------- | --- | ----- | ------ | ----- |
| 1              | Brasil (BRA)               | 124 | 100   | 84     | 308   |
| 2              | Estados Unidos (USA)       | 58  | 61    | 64     | 183   |
| 3              | México (MEX)               | 55  | 58    | 46     | 159   |
| 4              | Colombia (COL)             | 47  | 36    | 50     | 133   |
| 5              | Argentina (ARG)            | 26  | 38    | 43     | 107   |
| 6              | Canadá (CAN)               | 17  | 21    | 22     | 60    |
| 7              | Cuba (CUB)                 | 13  | 10    | 16     | 39    |
| 8              | Chile (CHI)                | 10  | 12    | 11     | 33    |
| 9              | Ecuador (ECU)              | 5   | 6     | 5      | 16    |
| 10             | Perú (PER)                 | 5   | 3     | 7      | 15    |
| 11             | Venezuela (VEN)            | 2   | 10    | 21     | 33    |
| 12             | Trinidad y Tobago (TTO)    | 2   | 1     | 1      | 4     |
| 13             | Bermudas (BER)             | 2   | 1     | 0      | 3     |
| 14             | Uruguay (URU)              | 1   | 0     | 1      | 2     |
| 15             | El Salvador (ESA)          | 1   | 0     | 0      | 1     |
| 15             | Guatemala (GUA)            | 1   | 0     | 0      | 1     |
| 17             | República Dominicana (DOM) | 0   | 3     | 2      | 5     |
| 18             | Costa Rica (CRC)           | 0   | 3     | 1      | 4     |
| 19             | Puerto Rico (PUR)          | 0   | 3     | 0      | 3     |
| 20             | Jamaica (JAM)              | 0   | 2     | 2      | 4     |
| 21             | Panamá (PAN)               | 0   | 1     | 1      | 2     |
| Total absoluto | Total absoluto             | 370 | 369   | 378    | 1117  |